# Torquigener brevipinnis
Torquigener brevipinnis es una especie de peces de la familia Tetraodontidae en el orden de los Tetraodontiformes.

## Morfología
Los machos pueden llegar alcanzar los 10 cm de longitud total.

## Hábitat
Es un pez de mar de clima subtropical y demersal que vive entre 20-100 m de profundidad.

## Distribución geográfica
Se encuentran en Indonesia, el noroeste de Australia, Papúa Nueva Guinea,  Japón y Nueva Caledonia.

## Observaciones
No se puede comer ya que es  venenoso para los humanos.